# Isra
Isra (arab. الإسراء, trb. al-isra, trl. al-isrā, czyli "nocna podróż") - pierwsza część najważniejszego objawienia proroka Mahometa. Drugą część objawienia stanowi al-mi'rāğ (wniebowstąpienie). Owa nocna podróż odbyła się w 621 roku na cudownym wierzchowcu Al-Burāq (Jaśniejący) z Mekki do Najdalszego Meczetu znajdującego się, według tradycji, w Jerozolimie (Al-Masğid al-Aqsà). W Jerozolimie Mahomet miał dostąpić wniebowstąpienia w asyście archanioła Dżibrila ze skały, na której dziś znajduje się jerozolimska Qubbat aṣ-Ṣaḫra (Kopuła na Skale).